# Tin Machine (nummer)
Tin Machine is de derde single van de Britse band Tin Machine en tevens de naamgever van de band. Het verscheen als het tweede nummer op hun debuutalbum Tin Machine uit 1989. De single bevatte een dubbele A-kant, gepaard met de Bob Dylan-cover "Maggie's Farm".
Volgens gitarist Reeves Gabrels kwam het idee om de band naar het nummer te vernoemen van de broers Hunt en Tony Sales, die als reden gaven "Het is alsof je je eigen themanummer hebt". Het nummer zelf bevat veel motieven van leadzanger David Bowie, inclusief het afsluiten van de wereld in een kamer vol met verschrikkingen van de wereld, en bevat ook de minachting voor corruptie, een thema dat veel voorkomt in het werk van Tin Machine.
De livenummers die op de single verschenen werden opgenomen tijdens het concert van de band in La Cigale in Parijs op 25 juni 1989 tijdens de Tin Machine Tour. Beide nummers kregen een videoclip - "Tin Machine" kwam voor in een deel van de promotiefilm van Julien Temple als een neppe show waarin de fans het podium bestormden en Bowie een bloedneus kreeg; "Maggie's Farm" kreeg een video van een echt liveoptreden. De single kwam niet verder dan de 48e plaats in het Verenigd Koninkrijk.
De liveversie van het nummer "Bus Stop", vaak bekend als de Country-versie of de Live Country-versie, stond later als bonustrack op de heruitgave van het album Tin Machine uit 1995.

## Tracklijst
7"-versie
1. "Tin Machine" (David Bowie/Reeves Gabrels/Hunt Sales/Tony Sales) - 3:34
2. "Maggie's Farm (live)" (Bob Dylan) - 4:29

12"-versie
1. "Tin Machine" (Bowie/Gabrels/H. Sales/T. Sales) - 3:34
2. "Maggie's Farm (live)" (Dylan) - 4:29
3. "I Can't Read (live)" (Bowie/Gabrels) - 6:13

Cd-versie
1. "Tin Machine" (Bowie/Gabrels/H. Sales/T. Sales) - 3:34
2. "Maggie's Farm (live)" (Dylan) - 4:29
3. "I Can't Read (live)" (Bowie/Gabrels) - 6:13
4. "Bus Stop (live)" (Bowie/Gabrels) - 1:52

## Muzikanten
- David Bowie: leadzang, gitaar
- Reeves Gabrels: leadgitaar
- Hunt Sales: drums, achtergrondzang
- Tony Sales: basgitaar, achtergrondzang
- Kevin Armstrong: slaggitaar